# Fascismo na América do Norte

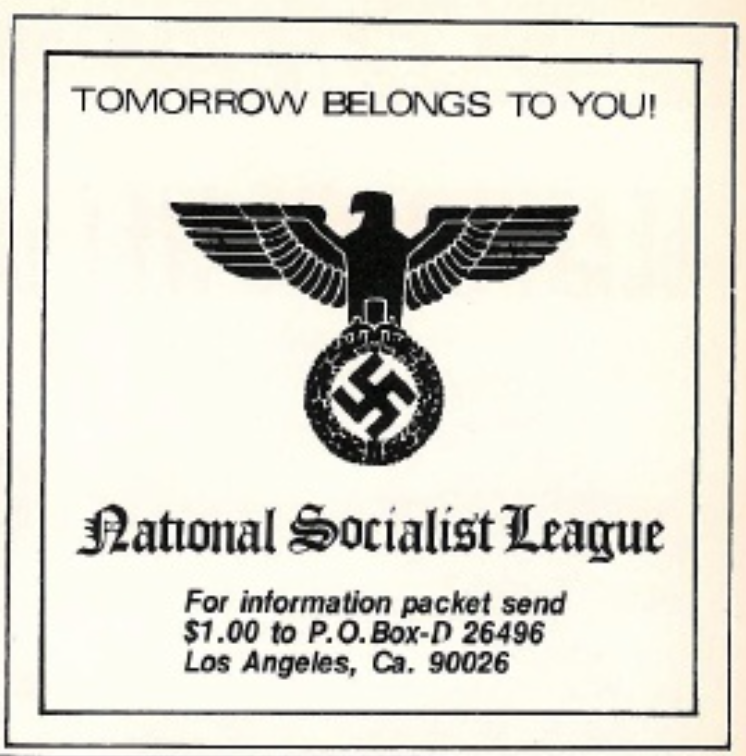
Um exemplo de fascismo na América

O fascismo tem uma longa história na América do Norte, com os primeiros movimentos aparecendo logo após a ascensão do fascismo na Europa . Os movimentos fascistas na América do Norte nunca ganharam poder, ao contrário de seus equivalentes na Europa.

## Canadá
No Canadá, o fascismo foi dividido entre dois partidos políticos principais. A União Canadense de Fascistas, com sede em Winnipeg, foi modelada após a União Britânica de Fascistas e liderada por Chuck Crate . O Parti national social chrétien, mais tarde renomeado como Partido da Unidade Nacional Socialista Canadense, foi fundado por Adrien Arcand e inspirado pelo nazismo. A União Canadense de Fascistas no Canadá inglês nunca alcançou o nível de popularidade que o Parti national social chrétien desfrutou em Quebec . A União Canadense de Fascistas se concentrou em questões econômicas, enquanto o Parti national social chrétien se concentrou em temas racistas. A influência do movimento fascista canadense atingiu seu auge durante a Grande Depressão e declinou a partir de então.

## América Central
O domínio da política de direita na América Central pelo populismo e pelos militares significou que houve pouco espaço para o desenvolvimento de movimentos fascistas propriamente ditos.
Como um movimento menor, o Partido Nazista era ativo entre os imigrantes alemães em El Salvador, onde o governo reprimiu a atividade, e na Guatemala, que proibiu o Partido Nazista e a Juventude Hitlerista em maio de 1939, entre outros. Eles também se organizaram na Nicarágua, embora o falangismo fosse mais importante, especialmente no Colégio Centro América em Manágua, onde esse tipo de fascismo floresceu na década de 1930.

### Costa Rica
A existência de figuras simpatizantes do nazismo em altos cargos políticos foi apontada nas administrações de León Cortés Castro e Rafael Ángel Calderón Guardia . Cortés em particular (que passou algum tempo na Alemanha nazista) era famoso como simpatizante desde que era candidato à presidência.
Na década de 1930, um movimento simpático ao nazismo se desenvolveu entre a grande comunidade de origem alemã. Os partidários do nazismo costumavam se encontrar no Clube Alemão.
Desde a declaração de guerra ao Terceiro Reich pela Costa Rica durante a presidência de Calderón Guardia, muitos cidadãos e residentes de origem alemã e italiana foram presos e seus bens nacionalizados, embora a grande maioria não tivesse vínculos com o nazismo ou o fascismo. As origens doutrinárias do racismo e as alegações de superioridade racial européia na Costa Rica tiveram origens anteriores, como por exemplo entre os escritos racistas do cientista costarriquenho Clodomiro Picado Twight.

### Panamá
O líder centro-americano que mais se aproximou de ser um importante fascista doméstico foi Arnulfo Arias, do Panamá, que, durante a década de 1940, tornou-se um grande admirador do fascismo italiano e o defendeu após sua ascensão à presidência em 1940.

## Caribe
O fascismo era raro na política caribenha, não apenas pelas mesmas razões que na América Central, mas também devido à continuação do colonialismo na década de 1950. No entanto, os movimentos falangistas estiveram ativos em Cuba, principalmente sob Antonio Avendaño e Alfonso Serrano Vilariño de 1936 a 1940. Um partido nazista cubano também estava ativo, mas esse grupo, que tentou mudar seu nome para 'Partido da Quinta Coluna ', foi banido em 1941. Como em Cuba, os grupos falangistas estiveram ativos em Porto Rico, especialmente durante a Segunda Guerra Mundial, quando um forte ramo de 8.000 homens ficou sob o escrutínio do FBI.

## México
Em 1922, o Partido Fascista Mexicano foi fundado por Gustavo Sáenz de Sicilia . O partido foi visto com consternação pelos fascistas italianos e, em 1923, o embaixador italiano afirmou que "Este partido não passava de uma má imitação do nosso".
A União Sinarquista Nacional foi fundada em 1937 por José Antonio Urquiza. O grupo adotou alguns dos aspectos do ultranacionalismo palingenético que está no cerne do fascismo porque buscava um renascimento da sociedade longe do anarquismo, comunismo, socialismo, liberalismo, maçonaria, secularismo e americanismo que acreditavam estar dominando o México. No entanto, diferia do fascismo europeu porque era de natureza muito católica romana. Embora apoiasse o corporativismo, a União Sinarquista Nacional era indiscutivelmente contra-revolucionária demais para ser considerada verdadeiramente fascista.

A Falange Española Tradicionalista também foi formada no México por comerciantes espanhóis que estavam baseados lá e se opuseram ao nível consistente de apoio que foi dado ao lado republicano durante a Guerra Civil Espanhola por Lázaro Cárdenas . No entanto, o grupo era periférico porque não buscava adquirir qualquer influência fora dessa população imigrante. Um Partido Nacional Socialista Mexicano também estava ativo, com a maioria de seus 15.000 membros sendo de origem alemã.

## Estados Unidos
Na década de 1920, os intelectuais americanos prestaram muita atenção ao movimento fascista inicial de Mussolini na Itália, mas poucos deles se tornaram seus apoiadores. No entanto, ele foi inicialmente muito popular na comunidade ítalo-americana. Durante a década de 1930, Virgil Effinger liderou a paramilitar Legião Negra, uma ramificação violenta da Ku Klux Klan que buscava estabelecer o fascismo nos Estados Unidos lançando uma revolução. Embora tenha sido responsável por vários ataques, a Legião Negra era apenas um bando periférico de militantes.
De acordo com Chomsky, a ascensão do fascismo levantou preocupações durante o período entre guerras, mas foi amplamente vista positivamente pelos governos dos Estados Unidos e da Grã-Bretanha, pela comunidade corporativa e por uma parcela significativa da elite. Isso ocorreu porque a interpretação fascista do nacionalismo extremo permitia uma influência econômica significativa no Ocidente, ao mesmo tempo em que destruía a esquerda e os odiados grupos trabalhistas. Hitler, como Saddam Hussein, desfrutou de forte apoio britânico e americano até sua ação direta, que prejudicou gravemente os interesses britânicos e americanos.
William Philips, o embaixador americano na Itália, ficou "muito impressionado com os esforços de Benito Mussolini para melhorar as condições das massas" e encontrou "muitas evidências" em apoio à posição fascista de que "eles representam uma verdadeira democracia tanto quanto o bem-estar do povo é seu principal objetivo”. Ele achou as realizações de Mussolini "espantosas [e] uma fonte de constante espanto" e admirou muito suas "grandes qualidades humanas". O Departamento de Estado dos Estados Unidos concordou entusiasticamente, elogiando o fascismo por ter "trazido ordem do caos, disciplina da licença e solvência da falência", bem como as "magníficas" conquistas de Mussolini na Etiópia. De acordo com Scott Newton, quando a guerra estourou em 1939, a Grã-Bretanha simpatizava mais com Adolf Hitler por razões centradas nas relações comerciais e financeiras, bem como uma política de autopreservação para o estabelecimento britânico em face dos crescentes desafios democráticos. .

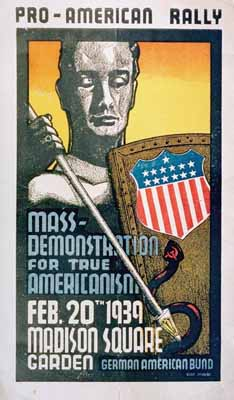

### Bund alemão-americano (1936-1940)
O German American Bund era a organização fascista mais proeminente e bem organizada dos Estados Unidos. Foi fundada em 1936, seguindo o modelo da Alemanha nazista de Hitler . Surgiu logo após a fundação de vários grupos menores, incluindo os Amigos da Nova Alemanha (1933) e a Legião de Prata da América, fundada em 1933 por William Dudley Pelley e a Sociedade Livre de Teutônia . A adesão ao Bund germano-americano estava aberta apenas a cidadãos americanos de ascendência alemã. Seu principal objetivo era promover uma visão favorável da Alemanha nazista.
O Bund era muito ativo. Seus membros receberam uniformes e também participaram de campos de treinamento. O Bund realizou comícios com insígnias nazistas e procedimentos como a saudação de Hitler . Seus líderes denunciaram a administração do presidente Franklin D. Roosevelt, grupos judaico-americanos, comunismo, sindicatos " dirigido por Moscou " e boicotes americanos a produtos alemães. Eles alegaram que George Washington foi "o primeiro fascista" porque não acreditava que a democracia funcionaria.
O ponto alto das atividades do Bund foi o comício no Madison Square Garden, em Nova York, em 20 de fevereiro de 1939. Cerca de 20.000 pessoas compareceram. Os palestrantes anti-seméticos referiram-se repetidamente ao presidente Roosevelt "Frank D. Rosenfeld", chamando seu New Deal de "Acordo Judeu" e denunciando a liderança bolchevique-judaica americana. A manifestação terminou com violência entre os manifestantes e os "soldados de assalto" do Bund. Em 1939, o maior fascista da América, o líder do Bund, Fritz Julius Kuhn, foi investigado pela cidade de Nova York e descobriu que estava desviando fundos do Bund para uso próprio. Ele foi preso, sua cidadania foi revogada e ele foi deportado. Após a guerra, ele foi preso e encarcerado novamente.

### Padre Charles Coughlin
O padre Charles Coughlin era um padre católico romano que apresentava um programa de rádio muito popular no final dos anos 1930, no qual frequentemente se aventurava na política. Em 1932, ele endossou a eleição do presidente Franklin Roosevelt, mas gradualmente se voltou contra Roosevelt e tornou-se um crítico severo dele. Seu programa de rádio e seu jornal, "Justiça Social", denunciavam Roosevelt, os "grandes bancos" e "os judeus". Quando os Estados Unidos entraram na Segunda Guerra Mundial, o governo dos Estados Unidos retirou suas transmissões de rádio do ar e bloqueou o envio de seu jornal pelo correio. Ele abandonou a política, mas continuou como pároco até sua morte em 1979.
O futuro arquitecto americano Philip Johnson foi correspondente (na Alemanha) do jornal de Coughlin, entre 1934 e 1940 (antes de iniciar a carreira de arquitecto). Ele escreveu artigos favoráveis aos nazistas; e crítico dos "judeus", e também participou de uma turnê de imprensa patrocinada pelos nazistas, na qual cobriu a invasão nazista da Polônia em 1939 . Ele deixou o jornal em 1940, foi investigado pelo FBI e acabou liberado para o serviço militar na Segunda Guerra Mundial . Anos depois, ele se referiria a essas atividades como "a coisa mais estúpida [sic. ] eu já fiz ... [que] eu nunca poderei expiar".

### Ezra Pound
O poeta americano Ezra Pound mudou-se dos Estados Unidos para a Itália em 1924 e tornou-se um firme defensor de Benito Mussolini, o fundador de um estado fascista. Ele escreveu artigos e fez programas de rádio que criticavam os Estados Unidos, os banqueiros internacionais, Franklin Roosevelt e os judeus. Sua propaganda não foi bem recebida nos EUA Depois de 1945, ele foi levado para os Estados Unidos, onde foi preso por suas ações em nome do fascismo. Ele foi internado em um hospital psiquiátrico por doze anos, mas em 1958 foi finalmente libertado depois que uma campanha foi lançada em seu nome por escritores americanos. Ele voltou para a Itália, onde morreu em 1972.

### Segunda Guerra Mundial e "O Grande Julgamento da Sedição" (1944)
Durante a Segunda Guerra Mundial, primeiro o Canadá e depois os Estados Unidos lutaram contra as potências do Eixo até a morte. Como parte do esforço de guerra, eles reprimiram os movimentos fascistas dentro de suas fronteiras, que já estavam enfraquecidos pela percepção pública generalizada de que eram a quinta coluna . Essa supressão consistia no internamento de líderes fascistas, na dissolução de organizações fascistas, na censura da propaganda fascista e na propaganda generalizada do governo contra o fascismo.
Nos Estados Unidos, essa campanha de repressão culminou em novembro de 1944 no "The Great Sedition Trial", no qual George Sylvester Viereck, Lawrence Dennis, Elizabeth Dilling, William Dudley Pelley, Joe McWilliams, Robert Edward Edmondson, Gerald Winrod, William Griffin e, à revelia, Ulrich Fleischhauer foram todos levados a julgamento por ajudar a causa nazista, apoiando o fascismo e o isolacionismo. Após a morte do juiz, no entanto, o julgamento foi anulado e todas as acusações foram retiradas.

### Anos posteriores e o Partido Nazista Americano (1959–1983)
O Partido Nazista Americano foi fundado em 1959 por George Lincoln Rockwell, um ex-comandante da Marinha dos EUA, que foi demitido da Marinha por suas opiniões políticas fascistas. Em 25 de agosto de 1967, Rockwell foi baleado e morto em Arlington por John Patler, um ex-membro do partido que já havia sido expulso por Rockwell por suas supostas "inclinações bolcheviques". O Partido foi dissolvido em 1983.

### Hierarquia do fascismo
Na visão do filósofo Jason Stanley, a supremacia branca nos Estados Unidos é um exemplo da política fascista de hierarquia, porque "exige e implica uma hierarquia perpétua " na qual os brancos dominam e controlam os não-brancos.

### Donald Trump e as acusações de fascismo
Alguns estudiosos argumentaram que o estilo político de Donald Trump se assemelha ao estilo político dos líderes fascistas. Tais avaliações começaram a aparecer durante a campanha presidencial de Trump em 2016, continuando ao longo da presidência de Trump quando ele apareceu para cortejar extremistas de direita, incluindo suas tentativas para derrubar a eleição presidencial dos Estados Unidos de 2020 depois de perder para Joe Biden, e culminar no ataque ao Capitólio dos Estados Unidos de 2021. À medida que esses eventos se desenrolavam, alguns comentaristas que inicialmente resistiram a aplicar o rótulo a Trump saíram a favor, incluindo o estudioso jurídico conservador Steven G. Calabresi e o comentarista conservador Michael Gerson. Após o ataque ao Capitólio, um historiador do fascismo, Robert O. Paxton, chegou a afirmar que Trump é um fascista, apesar de sua objeção anterior ao uso do termo dessa forma. Em "Trump and the Legacy of a Menacing Past", Henry Giroux escreveu: "A incapacidade de aprender com o passado assume um novo significado à medida que um número crescente de regimes autoritários emerge em todo o mundo. Este ensaio argumenta que é fundamental para entender a ascensão de uma política fascista nos Estados Unidos a necessidade de abordar o poder da linguagem e a interseção das mídias sociais e do espetáculo público como elementos centrais na ascensão de uma cultura formativa que produz o ideologias e agentes necessários para um fascismo ao estilo americano." Outros historiadores do fascismo, como Richard J. Evans, Roger Griffin e Stanley Payne continuam a discordar que o fascismo é um termo apropriado para descrever a política de Trump.
Em 2017, a revista Stern, com sede em Hamburgo, na Alemanha, retratou Trump fazendo uma saudação nazista e se referiu aos neonazistas e à Ku Klux Klan . No livro Frankly, We Did Win This Election, de autoria de Michael C. Bender, do The Wall Street Journal, relata que o chefe de gabinete da Casa Branca, John F. Kelly, teria ficado chocado com uma suposta declaração feita por Trump de que "Hitler fez muitas coisas boas." Liz Harrington, porta-voz de Trump, negou a afirmação, dizendo: "Isso é totalmente falso. O presidente Trump nunca disse isso. São notícias falsas inventadas, provavelmente por um general que foi incompetente e foi demitido." Kelly afirmou ainda em seu livro que Trump perguntou a ele por que seus generais não podiam ser leais como os generais de Hitler. De acordo com o Ohio Capital Journal, citando seu colega de quarto, o então candidato republicano e senador eleito de Ohio, JD Vance, teria se perguntado se Trump era o "Hitler da América". O professor de governo da Universidade de Harvard, Daniel Ziblatt, também traçou semelhanças entre a ascensão de Hitler e a de Trump. Trump também foi comparado a Narendra Modi, e o ex-assessor Anthony Scaramucci também comparou Trump a Benito Mussolini e Augusto Pinochet .
Em um artigo de julho de 2021 para o The Atlantic, o ex-redator de discursos de George W. Bush, David Frum, escreveu que "Trump não é nenhum Hitler, obviamente. Mas eles compartilham algumas formas de pensar. O passado nunca se repete. Mas oferece avisos. É hora de começar a usar a palavra com F novamente, não para difamar, mas para diagnosticar." Para o The Guardian, Nicholas Cohen escreveu: "Se Trump parece um fascista e age como um fascista, então talvez ele seja um. A palavra F é uma que temos o direito de usar, mas de que outra forma descrever o presidente desonrado?" A New York Magazine perguntou: "Finalmente é hora de começar a chamar o trumpismo de fascista?" Dana Milbank também acreditava que a insurreição era qualificada como fascista, escrevendo no The Washington Post : "Chamar uma pessoa que endossa a violência contra o governo devidamente eleito de 'republicano' é em si orwelliano. Existem palavras mais precisas para tal pessoa. Um deles é 'fascista.'" Dylan Matthews escrevendo no Vox citou Sheri Berman dizendo: "Eu vi o ensaio de Paxton e, claro, o respeito como um eminente estudioso do fascismo. Mas não posso concordar com ele sobre o rótulo de fascismo."
O Guardian informou ainda sobre a diretiva de Trump de "recuar e aguardar" durante os debates presidenciais dos Estados Unidos em 2020 para os Proud Boys e também observou o fato de que ele havia feito "comentários positivos sobre grupos de extrema-direita e supremacistas brancos. " Durante o debate de 2020, Biden pediu a Trump que condenasse grupos de supremacia branca, especificamente os Proud Boys. A resposta de Trump foi interpretada por alguns como um chamado às armas. O Comitê Seleto da Câmara dos Estados Unidos nas audiências públicas do ataque de 6 de janeiro explorou as relações que existiam entre os Oath Keepers, os Proud Boys e os aliados de Trump, com evidências de coordenação na preparação para o ataque ao Capitólio.
Em agosto de 2022, o presidente Biden se referiu à "agenda extrema do MAGA " como "semifascismo". No discurso da Batalha pela Alma da Nação em 1º de setembro, Biden criticou o "extremismo" e a "lealdade cega" dos apoiadores de Trump, chamando-os de uma ameaça à democracia. Ele acrescentou que não considerava a maioria dos republicanos como republicanos do MAGA.
Em 13 de março de 2023, foi relatado pelo jornalista James Risen, que foi descoberto que um participante do Ataque ao Capitólio dos Estados Unidos em 2021 planejava sequestrar líderes judeus, incluindo líderes da ADL e o filantropo George Soros. O indivíduo no contexto é conhecido pelo nome de James Speed e trabalhava como analista do Pentágono na época da investigação de Risen sobre ele e seu ataque planejado. Alegadamente, ele elogiou Adolf Hitler como "uma das melhores pessoas que já existiu na terra", e que "alguém como Hitler se levanta e diz que vamos nos levantar e dizer que vamos nos opor essa incineração moral" disse que "os judeus, por algum motivo, adoram estuprar pessoas em grupo. Não importa o que eles estejam fazendo, eles sempre têm tempo para estuprar em grupo. . ."